# Біркенфельд (район)
Біркенфельд (нім. Birkenfeld) — район у Німеччині, у складі федеральної землі Рейнланд-Пфальц. Адміністративний центр — місто Біркенфельд.

## Населення
Населення району становить 80 830 осіб (станом на 31 грудня 2020).

## Адміністративний поділ
Район складається з 95 міст і громад (нім. Gemeinden), об'єднаних в 4 об'єднань громад (нім. Verbandsgemeinden), а також одного самостійного міста, що не входить до складу жодного з об'єднань громад.
Дані про населення наведені станом на 31 грудня 2020. Зірочками (*) позначені центри об'єднань громад.
Самостійне місто:
| - Ідар-Оберштайн (28313) |

| Об'єднання громад: | |
| - 1. Баумгольдер 1. Баумгольдер (місто) * (4329) 2. Берглангенбах (443) 3. Бершвайлер-бай-Баумгольдер (532) 4. Еккерсвайлер (164) 5. Форен-Лінден (337) 6. Фрауенберг (382) 7. Ганвайлер (174) 8. Гаймбах (Біркенфельд) (1032) 9. Ляйцвайлер (115) 10. Меттвайлер (214) 11. Райхенбах (538) 12. Рорбах (168) 13. Рюквайлер (383) 14. Рушберг (788) - 2. Біркенфельд 1. Абентоєр (441) 2. Ахтельсбах (401) 3. Біркенфельд (місто) * (7034) 4. Берфінк (166) 5. Брюккен (1245) 6. Буленберг (479) 7. Дамбах (144) 8. Дінствайлер (327) 9. Ельхвайлер (94) 10. Елленберг (95) 11. Ельвайлер (319) 12. Гімбвайлер (391) 13. Голленберг (118) 14. Гаттгенштайн (254) 15. Гоппштедтен-Ваєрсбах (3663) 16. Кронвайлер (337) 17. Ляйзель (537) 18. Меккенбах (114) 19. Нідербромбах (485) 20. Нідергамбах (327) 21. Ноен (340) 22. Обербромбах (395) 23. Обергамбах (252) 24. Рімсберг (118) 25. Рінценберг (315) 26. Ретсвайлер-Ноккенталь (474) 27. Шмісберг (215) 28. Шволлен (431) 29. Зісбах (360) 30. Зонненберг-Вінненберг (427) 31. Вільценберг-Гусвайлер (280) | - 3. Геррштайн 1. Алленбах (631) 2. Берген (455) 3. Бершвайлер-бай-Кірн (272) 4. Брайтенталь (316) 5. Брухвайлер (511) 6. Діккесбах (413) 7. Фішбах (874) 8. Герах (236) 9. Грібельшид (181) 10. Герборн (495) 11. Геррштайн * (807) 12. Геттенродт (637) 13. Гінтертіфенбах (317) 14. Кемпфельд (778) 15. Кіршвайлер (1058) 16. Лангвайлер (245) 17. Маккенродт (367) 18. Міттельрайденбах (746) 19. Мершид (769) 20. Нідергозенбах (279) 21. Нідерверресбах (846) 22. Обергозенбах (130) 23. Оберрайденбах (604) 24. Оберверресбах (110) 25. Шмідтгахенбах (368) 26. Зенсвайлер (417) 27. Зін (515) 28. Зінгахенбах (180) 29. Зонншид (98) 30. Файтсродт (697) 31. Фольмерсбах (451) 32. Вайден (85) 33. Віккенродт (173) 34. Віршвайлер (296) - 4. Раунен 1. Асбах (142) 2. Болленбах (134) 3. Бунденбах (835) 4. Гезенрот (245) 5. Гаузен (182) 6. Геллертсгаузен (193) 7. Горбрух (334) 8. Готтенбах (545) 9. Крумменау (157) 10. Оберкірн (326) 11. Раунен * (2156) 12. Шаурен (484) 13. Швербах (49) 14. Штіпсгаузен (823) 15. Зульцбах (285) 16. Вайтерсбах (93) |